# AmberAwto
AmberAwto (ros. АмберАвто) – rosyjski producent samochodów osobowych, z siedzibą w Królewcu, działający od 2024 roku. Należy do rosyjskiego producenta kontraktowego Awtotor.

## Historia
W grudniu 2023 królewiecki kontraktowy producent samochodów, Awtotor, przedstawił prototyp Amber będący wynikiem współpracy z inżynierami politechniki moskiewskiej. Czerwony pojazd o topornej stylizacji powstał w celach testowych, mając zwiastować przyszłą gamę elektrycznych samochodów wytwarzanych w królewieckich zakładach Awtotor. Kolejnym krokiem w celu realizacji tych założeń było ogłoszenie na początku 2024 powstania nowej marki 'AmberAwto, pierwszej własnej w historii firmy dotychczas wytwarzającej pojazdy innych firm. 
W lutym 2024 przedstawiono pierwszy seryjny pojazd AmberAwto w postaci kompaktowego, elektrycznego sedana A5, licencyjnego odpowiednika chińskiego modelu JMEV Yi. Miesiąc po debiucie, w połowie marca 2024 pierwsza flota samochodów trafiła do użytku w Królewcu dla rosyjskiej korporacji Yandex w ramach usługi Yandex Go Elektrotaksi.

## Modele samochodów

### Obecnie produkowane
- A5

### Prototypy
- Avtotor Amber (2023)